# Святой Фергус
Фергус (лат. Fergus, Fergustian; умер ок. 730 года) — епископ шотландский. Дни памяти — 8 сентября (Ирландия), 18 ноября (Шотландия).
Святой Фергус, или Фергустиан, был ирландским епископом, который отправился в Шотландию, как миссионер. Он поселился возле местечка Стрегит и основал три церкви в Строгете и две в Кейтнессе. Возможно, он также основал церкви в Инверюги, Банфе (Banff) и Дайсе (Dyce).
Возможно, он был тем самым Фергустом Пиктом (Fergustus Pictus) который отправился в Рим в 721 году, но такое утверждение обусловлено исключительно сходством имён. Он умер в 730 году и был похоронен в Гламисе, Ангус, где недавно был восстановлен источник, носящий его имя. Деревенская церковь в Исси (Eassie) освящена в его честь; известный пиктский камень (Eassie Stone) был перемещен в эту церковь.
Во времена правления Якова IV, настоятель из Скуна поместил главу святого у себя в храме, создав ей дорогую раку. Жителям Абердина удалось получить руки святого.
Святой Фергус является покровителем Гламиса и Уика (Wick). Мартиролог Таллахта (Martyrology of Tallaght) упоминает его праздник 8 сентября, но в Шотландии ранее его отмечали 27 ноября.